# Astrup Sogn (Mariagerfjord Kommune)
 For alternative betydninger, se Astrup Sogn. (Se også artikler, som begynder med Astrup Sogn)
Astrup Sogn er et sogn i Hadsund Provsti (Aalborg Stift).
I 1800-tallet var Storarden Sogn anneks til Astrup Sogn. Begge sogne hørte til Hindsted Herred i Ålborg Amt. Astrup-Storarden sognekommune blev ved kommunalreformen i 1970 indlemmet i Arden Kommune, der ved strukturreformen i 2007 indgik i Mariagerfjord Kommune.
I Astrup Sogn ligger Astrup Kirke.
I sognet findes følgende autoriserede stednavne:
- Akselterp (bebyggelse, ejerlav)
- Astrup (bebyggelse, ejerlav)
- Astrup Nørskov (areal)
- Bakken (bebyggelse)
- Bavnehøj (areal)
- Borup (bebyggelse, ejerlav)
- Dalvad (bebyggelse)
- Elsehøj Plantage (areal)
- Horsmose (bebyggelse, ejerlav)
- Kærbjerg Skov (areal, ejerlav)
- Kærbjerge (bebyggelse)
- Lavlundgårde (bebyggelse)
- Lerbæk Huse (bebyggelse)
- Lille Arden (bebyggelse, ejerlav)
- Møldrup (bebyggelse, ejerlav)
- Mølleskov (areal)
- Store Blåkilde (vandareal)
- Ti Steder (bebyggelse, ejerlav)
- Tinghøj (areal)
- Tisted (bebyggelse, ejerlav)
- Tisted Nørskov (areal)
- Tistedholter (bebyggelse)
- Trinnerup (bebyggelse, ejerlav)
- Vester Skovhuse (bebyggelse)
- Villestrup (ejerlav, landbrugsejendom)
- Østermark (bebyggelse)